# Norbanus aureicornis
Norbanus aureicornis är en stekelart som först beskrevs av Girault och Alan Parkhurst Dodd 1915.  Norbanus aureicornis ingår i släktet Norbanus och familjen puppglanssteklar. Inga underarter finns listade i Catalogue of Life.